# 三重國民運動中心
三重國民運動中心是台灣新北市第4座國民運動中心，位於三重區集美街中興游泳池舊址，為地下2層、地上7層的建築物，於2012年7月7日動土，於2014年9月29日至10月5日試營運，10月9日正式啟用。

## 設施介紹
| 樓層  | 樓層用途                 |
| ----- | ------------------------ |
| 1F    | 游泳館                   |
| 2F    | 綜合球場                 |
| 3F    | 飛輪教室、體適能館       |
| 4F    | 韻律教室、武術綜合教室   |
| 5F    | 攀岩館、羽球館、綜合教室 |
| 7F    | 射箭場、壁球室           |
| B1-B2 | 停車場                   |

## 外部連結
- 三重國民運動中心（页面存档备份，存于）
- 新北市政府體育處—三重國民運動中心（页面存档备份，存于）
- 三重國民運動中心的Facebook專頁